# Risto Kägo
Risto Kägo (4 de agosto de 1989) é um futebolista estoniano que atua como zagueiro.
Disputou a temporada 2009-2010 pelo clube JK Nõmme Kalju, da Estônia.
Em Janeiro de 2012 foi transferido para o JK Tallinna Kalev.